# اقتصاد فانواتو
اقتصاد فانواتو هو بالأساس زراعي؛ ويشارك 80٪ من السكان في الأنشطة الزراعية التي تتراوح بين زراعة الكفاف لزراعة الحيازات الصغيرة من جوز الهند والمحاصيل النقدية الأخرى.
تعد الكوبرا (جوز الهند المجفف) من أهم المحاصيل النقدية (تشكل أكثر من 35٪ من صادرات فانواتو)، يليها الأخشاب ولحم البقر والكاكاو. أصبحت صادرات خلاصة جذور الكافا أيضا مهمة.